# Hydrochasma aquia
Hydrochasma aquia är en tvåvingeart som beskrevs av Wayne N. Mathis och Tadeusz Zatwarnicki 2010. Hydrochasma aquia ingår i släktet Hydrochasma och familjen vattenflugor. Inga underarter finns listade i Catalogue of Life.